# Municipio de Elmo
El municipio de Elmo (en inglés: Elmo Township) es un municipio ubicado en el condado de Otter Tail en el estado estadounidense de Minnesota. En el año 2010 tenía una población de 331 habitantes y una densidad poblacional de 3,47 personas por km². Para el año 2024  decreció a 326 hab.

## Geografía
El municipio de Elmo se encuentra ubicado en las coordenadas 46°14′27″N 95°20′45″O / 46.24083, -95.34583. Según la Oficina del Censo de los Estados Unidos, el municipio tiene una superficie total de 95.27 km², de la cual 94,04 km² corresponden a tierra firme y (1,29 %) 1,23 km² es agua.

## Demografía
Según el censo de 2010, había 331 personas residiendo en el municipio de Elmo. La densidad de población era de 3,47 hab./km². De los 331 habitantes, el municipio de Elmo estaba compuesto por el 96,98 % blancos, el 0,3 % eran amerindios, el 0,3 % eran asiáticos, el 1,51 % eran de otras razas y el 0,91 % eran de una mezcla de razas. Del total de la población el 1,51 % eran hispanos o latinos de cualquier raza.